# Thyone (maan)
Thyone, of Jupiter XXIX is een natuurlijke satelliet van Jupiter.

## Ontdekking
De satelliet werd in 2001 ontdekt door astronomen van de universiteit van Hawaï in Manoa onder leiding van Scott S. Sheppard en kreeg aanvankelijk de naam S/2001 J 2.

## Beschrijving
Thyone is een maan en heeft met een diameter van 4 kilometer. De gemiddelde afstand tot Jupiter bedraagt 21,197 Gm. Een volledige rotatie rond Jupiter duurt 627,19 dagen. De helling bedraagt 148° tot de ecliptica (116° tot de evenaar van Jupiter), en de rotatie rond Jupiter gaat retrograad, dus tegen de bewegingsrichting van de planeet in. Thyone behoort tot de Anankegroep die zich bevindt op een afstand van 19,3 tot 22,7 Gm tot Jupiter.

## Vernoeming
De maan is uiteindelijk vernoemd naar Thyone, beter bekend als Semele, een van de verloofden van Zeus uit de Griekse mythologie.